# Lavin
Pour les articles homonymes, voir Lavin (homonymie).
Lavin est une localité et une ancienne commune suisse du canton des Grisons, située dans la région d'Engiadina Bassa/Val Müstair.
Jusqu'au 31 décembre 2014, Lavin était une municipalité politique indépendante. Le 1er janvier 2015, il a fusionné avec la commune de Susch pour former la commune actuelle de Zernez. 

## Géographie
Lavin est situé dans la Basse-Engadine, sur le côté gauche de la rivière Inn. Il se trouve à 31 km de Davos, à 43 km de Saint-Moritz, à 75 km de Landeck et à 87 km de Coire.
Le point culminant du territoire est le sommet du Piz Linard (3 411 m d'altitude), à la frontière avec Susch ; une partie du territoire, y compris les lacs de la vallée de la mora de Macun, fait partie du parc national suisse.

## Monuments

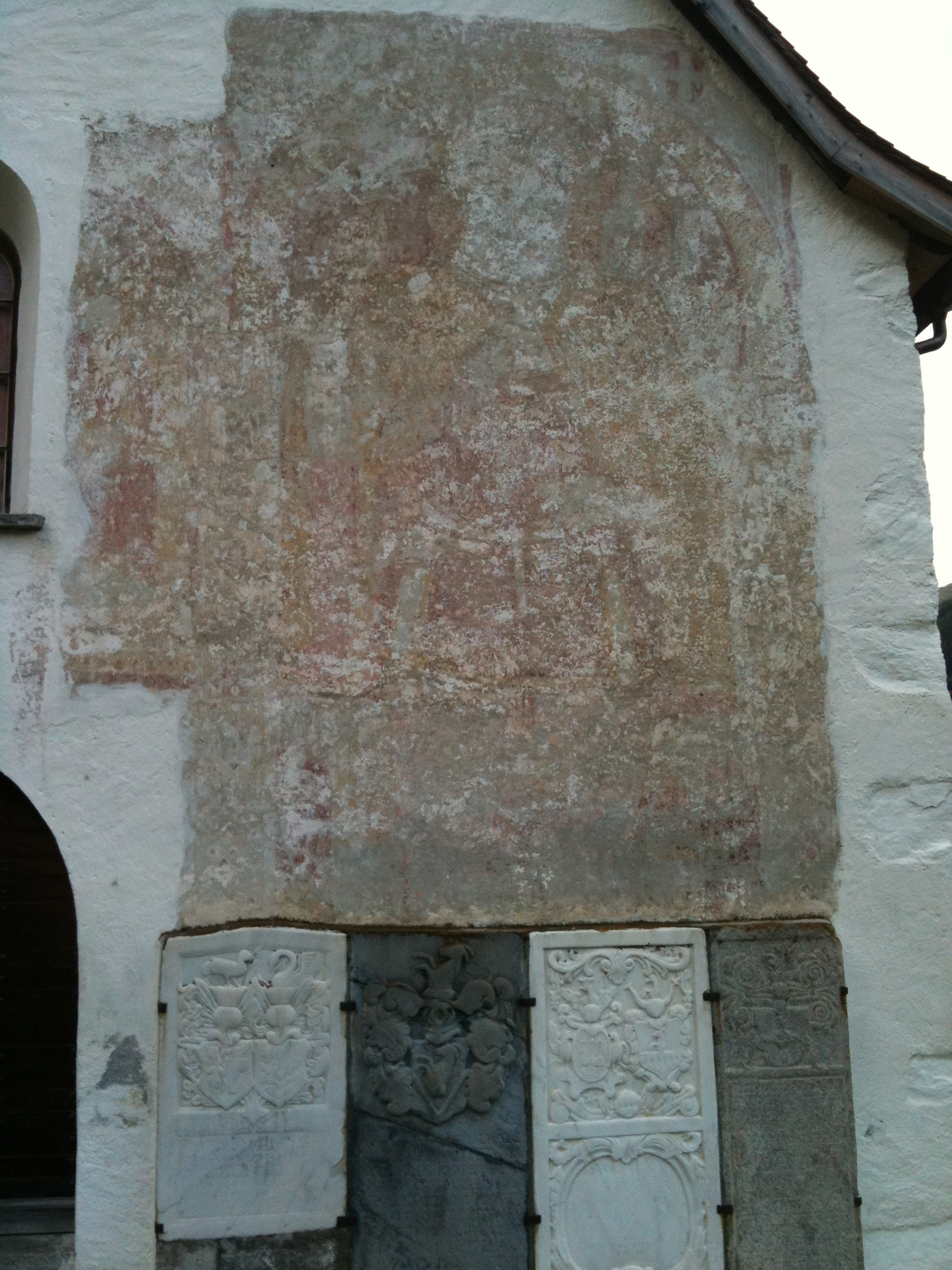
L'église réformée : façade avec San Cristoforo

- Son église est remarquable par ses fresques du XVIe siècle. Le chœur est orné de fresques encore bien conservées.

## Histoire

Photo aérienne (1947)

Le 1er janvier 2015, l'ancienne commune a été intégrée avec sa voisine de Susch dans celle de Zernez.